# Soredje
Soredje je zveza stavkov, ki ni priredna in ne podredna – deli povedi so postavljeni drug ob drugega, vendar med njimi ni skladenjskega razmerja.
Med soredje spadajo:
- Zveze med pastavki in navadnimi stavki (Joj, kako sem se prestrašil!).
- Povedi z vrinjenim stavkom (Njeni otroci – koliko jih že ima?! – se le redko vračajo domov.).
- Zveze med dobesednim navedkom in spremnim stavkom v premem govoru (»Vidimo se spomladi,« je rekel ob slovesu.).